# Odontolakis megacephala
Odontolakis megacephala är en insektsart som först beskrevs av Hermann Burmeister 1838.  Odontolakis megacephala ingår i släktet Odontolakis och familjen vårtbitare. Inga underarter finns listade i Catalogue of Life.